# Loxofidonia cymosema
Loxofidonia cymosema là một loài bướm đêm trong họ Geometridae.